# 俄国农奴制
俄國農奴制是俄國15世紀至19世紀中葉實行的農奴制。農奴与奴隶不同，貴族如果要出售農奴，必須將農奴所在的土地與農奴一同出售，單獨交易農奴是不被允許的。俄國奴隸制已於1723年被彼得大帝廢除。 
俄罗斯沙皇国時期，該國的中部和南部地区率先普及農奴制。一開始乌克兰、哥薩克、乌拉尔和西伯利亚等地區的农奴制不太發達，直到叶卡捷琳娜二世統治期间，乌克兰和哥薩克等地開始普及農奴制。
俄羅斯帝國時期，只有贵族才能合法擁有農奴，但实际上當時有農奴淪為奴隸，並且被商人販賣至國外。
亚历山大一世在位時就想改革農奴制，但收效甚微，只有爱沙尼亚、利沃尼亚（1816 年）和库尔兰（1817 年）等地有农奴被解放。不過亚历山大一世也頒布新法律，允许除农奴以外的所有階層都可以合法持有土地，這在以前只有贵族才有資格持有土地。 亚历山大二世繼位後於1861年廢除了農奴制。 